# Große Schlenkerspitze
De Große Schlenkerspitze is een bergtop in de Lechtaler Alpen in de Oostenrijkse deelstaat Tirol. Met zijn 2831 meter hoogte is het de hoogste top van de oostelijke Lechtaler Alpen.
De Große Schlenkerspitze is een rotsberg uit zogenaamd Hauptdolomit. De noordelijke kam van de bergtop gaat over in de Galtseitenjoch (2423 meter), de zuiudelijke kam verbindt de Große Schlenkerspitze met de Kleine Schlenkerspitze (2748 meter). De oostelijke kam verbindt de bergtop met de Brunnkarspitze. Het gehele Schlenkermassief kenmerkt zich door broos en verscheurd gesteente. De kammen zijn met ontelbare toppen gelardeerd.
De Große Schlenkerspitze werd in 1882 door Spiehler en Friedel voor het eerst vanaf de Galtseitenjoch beklommen. De kleinere buurtop Kleine Schlenkerspitze werd in 1896 via de zuidoostelijke kam voor het eerst beklommen door het duo Otto Ampferer en W. Hammer.
De klimtocht via de Galtseitenjoch en de noordelijke kam (moeilijkheidsgraad II-III) neemt ongeveer twee uur in beslag. De klim via de zuidoostelijke wand (moeilijkheidsgraad III) duurt ongeveer vier uur. De uiterst moeilijke klim via de oostelijke wand (moeilijkheidsgraad IV+) kost de geoefend bergbeklimmer ongeveer drie uur. Van de klimmen door de westelijke kloof en over de zuidwestelijke kam wordt beschreven dat ze erg moeilijk te vinden zijn. Deze klimmen (moeilijkheidsgraad III) kosten ongeveer vier uur en voeren grotendeels over broos gesteente. De klimmen naar de Kleine Schlenkerspitze zijn allen zonder uitzondering zwaar (moeilijkheidsgraad III-IV).